# Geosat

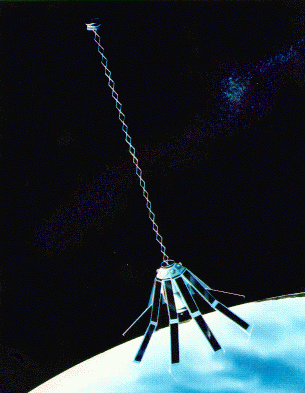
Geosat

GEOSAT (GEOdetic SATellite) era un satellite di osservazione terrestre della Marina Militare statunitense  lanciato il 12 marzo 1985, equipaggiato con un altimetro radar in grado di misurare la distanza tra il satellite e la superficie del mare con una precisione relativa di circa 5 cm.

## Risultati
Dopo la Missione Geodetica (GM), l'8 novembre 1986 iniziò per GEOSAT la Missione ERM che terminò nel gennaio 1990, a causa del fallimento di 2 registratori a bordo. Di tre anni di dati  raccolti dalla missione ERM furono comunque resi disponibili alla comunità scientifica.
I dati GEOSAT per l'intera superficie del mare furono rese pubbliche nel luglio  1995 dopo il completamento della fase geodetica della missione ESA ERS-1 mission.
Il successore di GEOSAT è la missione Geosat Follow-On.